# Englynion y Beddeu
Englynion y Beddeu [eŋ'lənjon ɘ 'beðei] („Die Strophen der Gräber“), auch Englynion y Beddau (kymrisch bedd = „Grab“, Mz. „beddau“), ist der Titel einer Gruppe von Gedichten über Grabstätten. Sprachwissenschaftler datieren diese Gedichte in das 9./10. Jahrhundert,  ein Manuskript ist aber erst ab dem 13. Jahrhundert im Llyfr Du Caerfyrddin („Das Schwarze Buch von Carmarthen“) enthalten, nämlich eine Sammlung von 73 derartigen Gedichten. Um 1600 wurden im Llyfr Coch Hergest („Das Rote Buch von Hergest“) weitere gesammelt.

## Inhalt
Englynion y Beddeu listet in englyn-Form (s. u.) die Grabstätten berühmter walisischer Helden auf. Einer beschäftigt sich mit der Grablege von König Artus, andere mit Figuren aus dem Mabinogion, wie Dylan Eil Ton, Pryderi oder Llew Llaw Gyffes oder britischen Helden wie Rhydderch Hael. Allerdings sind nur ganz wenige der angeführten Orte tatsächlich lokalisierbar. Die Sammlung ist jedoch sehr bedeutsam, da in den einzelnen Gedichten viele Andeutungen auf den Inhalt verlorengegangener Sagen und Mythen der Kelten von Britannien vorkommen.

### englyn
Englyn ['eŋlin] wird die älteste bekannte Strophenform der Literatur im Kymrischer Sprache genannt, die schon im 8./9. Jahrhundert gebildet wurde und noch heute verwendet wird. Der englyn besteht jeweils aus drei bis vier Versen, die nach festen Regeln sowohl durch Endreim als auch durch Alliteration verbunden sind. Sehr oft besteht das ganze Gedicht aus einer einzigen Strophe dieser Art.

## Weblink
- Robert Williams: A biographical dictionary of eminent Welshmen, William Rees, 1852